# Dypsis arenarum
Dypsis arenarum, Hirihiry là loài thực vật có hoa thuộc họ Arecaceae. Đây là một loài thực vật đặc hữu chỉ tìm thấy được tại Madagascar. Loài này được (Jum.) Beentje & J.Dransf. mô tả khoa học đầu tiên năm 1995. Nó bị đe dọa do mất môi trường sống và buôn bán hạt giống.

## Mô tả
Cây mọc thành cụm, thân cao từ 5-6m và có đường kính khoảng 6,5 cm; vỏ cây màu đen hoặc màu xanh đậm. Mỗi cây có từ 8-10 lá, mỗi lá dài khoảng 2,42m, lá non có màu hơi đỏ, trục tán lá màu trắng. Hạt hình trứng, dài 1 cm, rộng 0,8 cm, khi chín có màu tím đen.

## Bảo tồn
Nó được đánh giá trong sách đỏ thế giới là cực kỳ nguy cấp, hiện tại loài cây này có ít hơn 80 cá thể trưởng thành.